# Stephen W. Kuffler

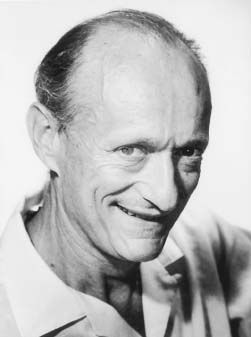
Stephen W. Kuffler

Stephen William Kuffler (* 24. August 1913 in Táp, Österreich-Ungarn; † 11. Oktober 1980 in Woods Hole, Massachusetts), geboren als Wilhelm Kuffler, war ein amerikanischer Neurobiologe österreichisch-ungarischer Herkunft. 
Er wirkte von 1946 bis 1958 an der Johns Hopkins University sowie von 1959 bis zu seinem Tod an der Harvard University und beschäftigte sich insbesondere mit verschiedenen Aspekten der Funktion von Nervenzellen. Für seine Forschungsleistungen wurde er unter anderem 1964 in die National Academy of Sciences und 1971 in die Royal Society aufgenommen sowie 1972 mit dem Louisa-Gross-Horwitz-Preis und 1974 mit dem Dickson Prize in Medicine ausgezeichnet.

## Leben
Stephen Kuffler wurde 1913 im ungarischen Táp geboren und absolvierte ab 1932 an der Universität Wien ein Studium der Medizin, das er im Dezember 1937 mit der Promotion abschloss. Danach arbeitete er zunächst kurze Zeit an der zweiten Medizinischen Klinik und in der Abteilung für Pathologie der Universität, bevor er für einige Monate nach England und im Sommer 1938 nach Australien an das Sydney Hospital ging, wo er am Kanematsu Memorial Institute of Pathology sowie im Labor des späteren Nobelpreisträgers John Carew Eccles forschte. Dort lernte er auch den Neurobiologen Bernard Katz kennen, der seine wissenschaftlichen Interessen wesentlich beeinflusste. Nach seiner Emigration nahm er 1938 den Vornamen Stephen an.
Nach dem Ende des Zweiten Weltkrieges war er ab Herbst 1945 zunächst an der University of Chicago tätig, bevor er 1946 eine Professur für Sehphysiologie und Biophysik am Institut für Ophthalmologie der medizinischen Fakultät der Johns Hopkins University erhielt. Im Jahr 1959 wechselte er auf Einladung von Otto Krayer mit seiner Arbeitsgruppe an die Abteilung für Pharmakologie der Harvard University, an der er sieben Jahre später die weltweit erste eigenständige Abteilung für Neurobiologie gründete und bis zu seinem Tod als Professor für Neurophysiologie und Neuropharmakologie beziehungsweise ab 1966 für Neurobiologie wirkte. Neben seiner Tätigkeit in Harvard verbrachte er mit seiner Arbeitsgruppe im Sommer regelmäßig Forschungsaufenthalte am Marine Biological Laboratory in Woods Hole, Massachusetts beziehungsweise in den Jahren von 1967 bis 1971 am Salk Institute for Biological Studies.
Stephen Kuffler war ab 1943 verheiratet und Vater von vier Kindern. Seine Tochter Eugénie Kuffler ist eine bekannte Komponistin, Flötistin und Tänzerin. Im Jahr 1954 wurde er amerikanischer Staatsbürger. Er starb 1980 in Woods Hole infolge eines Herzinfarkts, den er nach einem längeren Schwimmen in der Buzzards Bay erlitten hatte. Zu seinen akademischen Schülern zählten unter anderem David H. Hubel und Torsten N. Wiesel, die ein Jahr nach seinem Tod den Nobelpreis für Physiologie oder Medizin erhielten.

## Wissenschaftliches Wirken
Kennzeichnend für die Forschung von Stephen Kuffler, der rund 90 wissenschaftliche Publikationen veröffentlichte, war die Kombination von verschiedenen Methoden aus den Bereichen Physiologie, Biochemie, Histologie, Neuroanatomie und Elektronenmikroskopie zur Bearbeitung von neurobiologischen Fragestellungen. Er beschäftigte sich insbesondere mit der Funktion von Nervenzellen und untersuchte dabei unter anderem die Erregungsleitung an der motorischen Endplatte und anderen Synapsen sowie die Rolle des Nervensystems bei der Kontraktion von Muskelfasern. Weitere seiner Arbeiten betrafen Studien zur Signalübertragung in den Ganglien der Netzhaut, zur Anregung und zur Inhibition von Mechanorezeptoren sowie zur Wirkung von GABA als Neurotransmitter.

## Auszeichnungen
Stephen Kuffler wurde in Anerkennung seiner wissenschaftlichen Leistungen unter anderem 1960 in die American Academy of Arts and Sciences, 1964 in die National Academy of Sciences, 1978 in die American Philosophical Society und 1971 als auswärtiges Mitglied in die Royal Society aufgenommen. Darüber hinaus war er auswärtiges Mitglied der Königlich Dänischen Akademie der Wissenschaften, der Österreichischen Akademie der Wissenschaften und der Bayerischen Akademie der Wissenschaften sowie ab 1980 Ehrenmitglied der Österreichischen Physiologischen Gesellschaft.
Die Universität Bern (1964), die Yale University (1972), die Washington University in St. Louis (1974), die University of London (1974), die University of Chicago (1977), die Universität Pierre und Marie Curie (1977) und die University of Oxford (1980) verliehen ihm einen Ehrendoktortitel. Außerdem erhielt er 1971 den Passano Award, 1972 den Louisa-Gross-Horwitz-Preis, 1978 den Ralph-W.-Gerard-Preis und 1974 den Dickson Prize in Medicine.
Nach Stephen Kuffler benannt sind unter anderem die Stephen W. Kuffler Lecture in Neurobiology, eine an der Harvard University stattfindende Ehrenvorlesung, sowie der Stephen W. Kuffler Chair in Biology, ein Lehrstuhl an der University of California, San Diego, und der Stephen W. Kuffler Fellowship Fund am Marine Biological Laboratory.

## Schriften (Auswahl)
- The Physiology of Neuroglial Cells. In: Ergebnisse der Physiologie, Biologischen Chemie und Experimentellen Pharmakologie. Band 57. Berlin, Heidelberg und New York 1966, S. 1–90 (als Mitautor)
- From Neuron to Brain: A Cellular Approach to the Function of the Nervous System. Sunderland 1976, 1984; weitere Auflagen unter dem Titel From Neuron to Brain: A Cellular and Molecular Approach to the Function of the Nervous System. Sunderland 1992, 2000, 2012; spanische Ausgabe, Barcelona 1982 (als Mitautor)
- Neurotransmission, Neurotransmitters, and Neuromodulators. Cambridge und New York 1980 (als Mitherausgeber)

### Weiterführende Veröffentlichungen
- U. J. McMahan: Steve: Remembrances of Stephen W. Kuffler. Sinauer Associates, Sunderland 1990, ISBN 0-87893-516-9
- In Appreciation of Stephen W. Kuffler. In: Journal of Neuroscience. 1(1)/1981. Society for Neuroscience, S. 1/2, ISSN 0270-6474
- Timothy S. Harrison: Five Scientists at Johns Hopkins in the Modern Evolution of Neuroscience. In: Journal of the History of the Neurosciences. 9(2)/2000. Psychology Press/ Taylor & Francis, S. 165–179, ISSN 0964-704X (insbesondere Abschnitt „Neurobiology: Stephen William Kuffler at Johns Hopkins, 1946–1958“, S. 172–176)
- W. Maxwell Cowan, Donald H. Harter, Eric R. Kandel: The Emergence of Modern Neuroscience: Some Implications for Neurology and Psychiatry. In: Annual Review of Neuroscience. 23/2000. Annual Reviews, S. 343–391, ISSN 0147-006X (insbesondere Abschnitt „Stephen Kuffler and the Formation, At Harvard, of the First Neurobiology Department in the United States“, S. 346/347)

| Personendaten    | Personendaten                                                                 |
| ---------------- | ----------------------------------------------------------------------------- |
| NAME             | Kuffler, Stephen W.                                                           |
| ALTERNATIVNAMEN  | Kuffler, Stephen William (vollständiger Name); Kuffler, Wilhelm (Geburtsname) |
| KURZBESCHREIBUNG | ungarisch-amerikanischer Neurobiologe                                         |
| GEBURTSDATUM     | 24. August 1913                                                               |
| GEBURTSORT       | Táp, Österreich-Ungarn                                                        |
| STERBEDATUM      | 11. Oktober 1980                                                              |
| STERBEORT        | Woods Hole (Massachusetts)                                                    |